# Volkssternwarte Adolph Diesterweg
Die Volkssternwarte „Adolph Diesterweg“ beziehungsweise Sternwarte Radebeul (Radebeul Observatory, A72) ist eine von der sächsischen Stadt Radebeul betriebene Sternwarte nebst Planetarium. Sie befindet sich auf der Grenze zwischen den Stadtteilen Niederlößnitz und Naundorf (Auf den Ebenbergen 10a, in der Verlängerung der Mohrenstraße) oberhalb der Weinberge am Jacobstein, 120 Meter über der Elbe im Bereich der Ebenberge. Die zum Gedenken an den deutschen Pädagogen Adolph Diesterweg benannte Einrichtung hat den internationalen Code A72. Im Jahr 2014 zählte die Sternwarte etwa 20.000 Besucher.

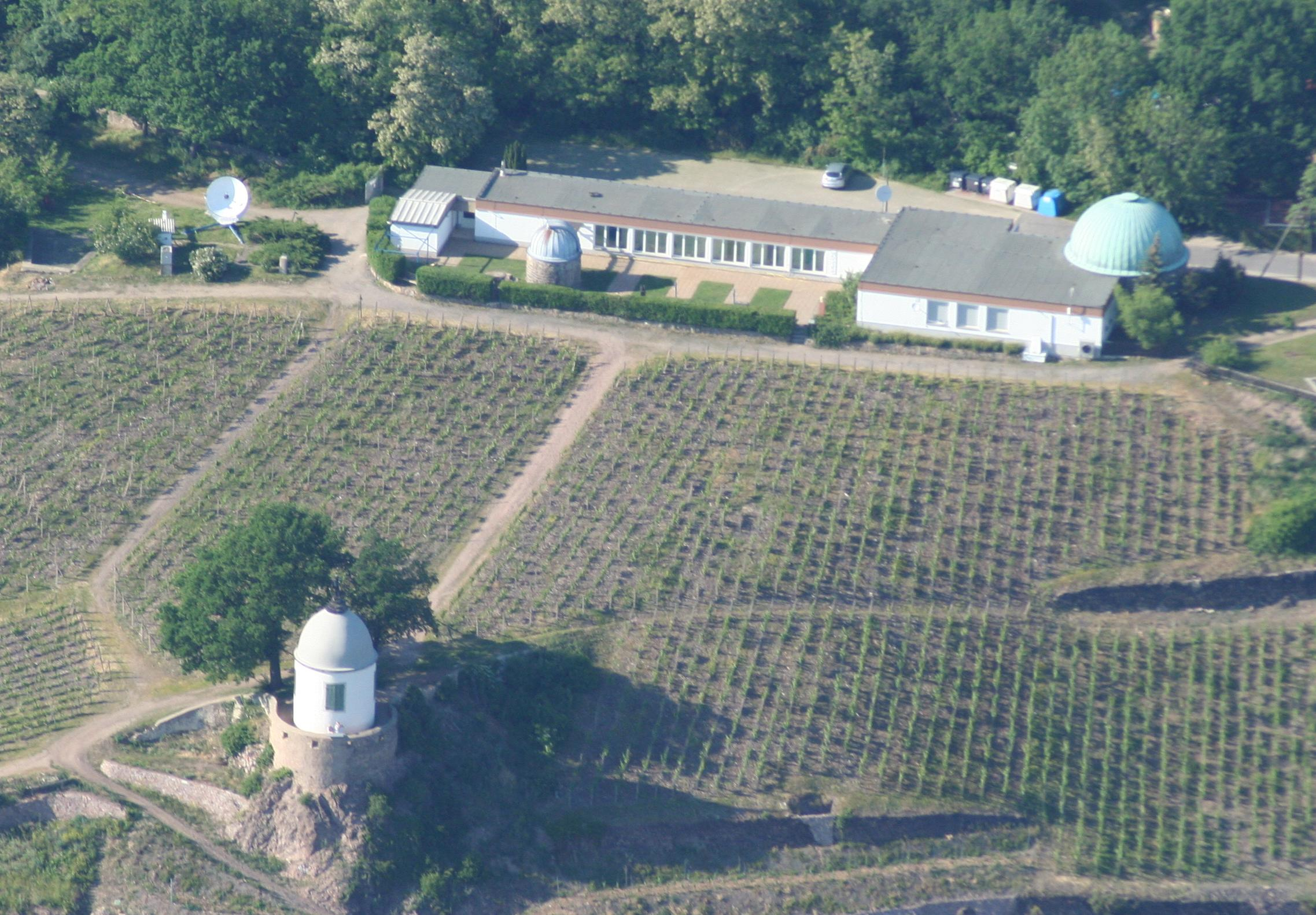
Volkssternwarte „Adolph Diesterweg“ Radebeul, davor der Jacobstein

An der Sternwarte ist der ehrenamtlich tätige Verein Astroclub Radebeul e. V. ansässig, dessen Mitglied Martin Fiedler dort zwischen 2005 und Februar 2011 elf Kleinplaneten entdeckte. Fünf von diesen sind bis heute benamt: (149884) Radebeul, (157491) Rüdigerkollar, (236111) Wolfgangbüttner, (319227) Erichbär und (400309) Ralfhofner.

## Geschichte

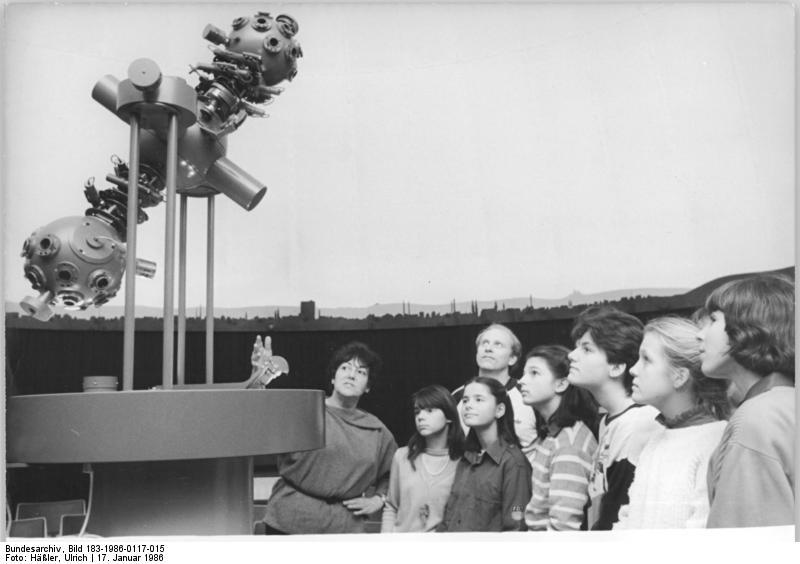
Jugendstunde in der Sternwarte (17. Januar 1986)

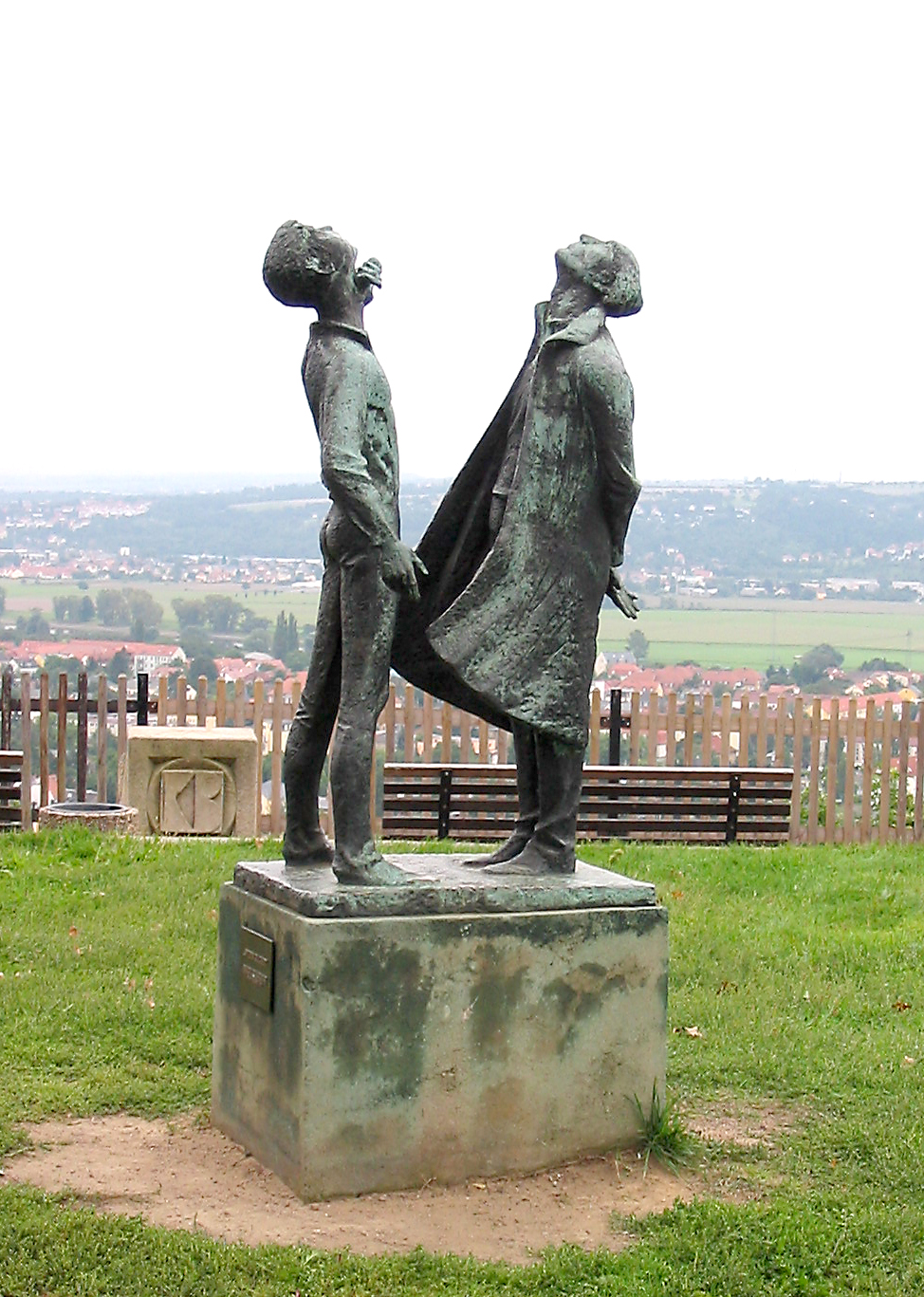
Die Sterngucker vor der Sternwarte in Radebeul, links im Hintergrund: der Gedenkstein des Kulturbundes

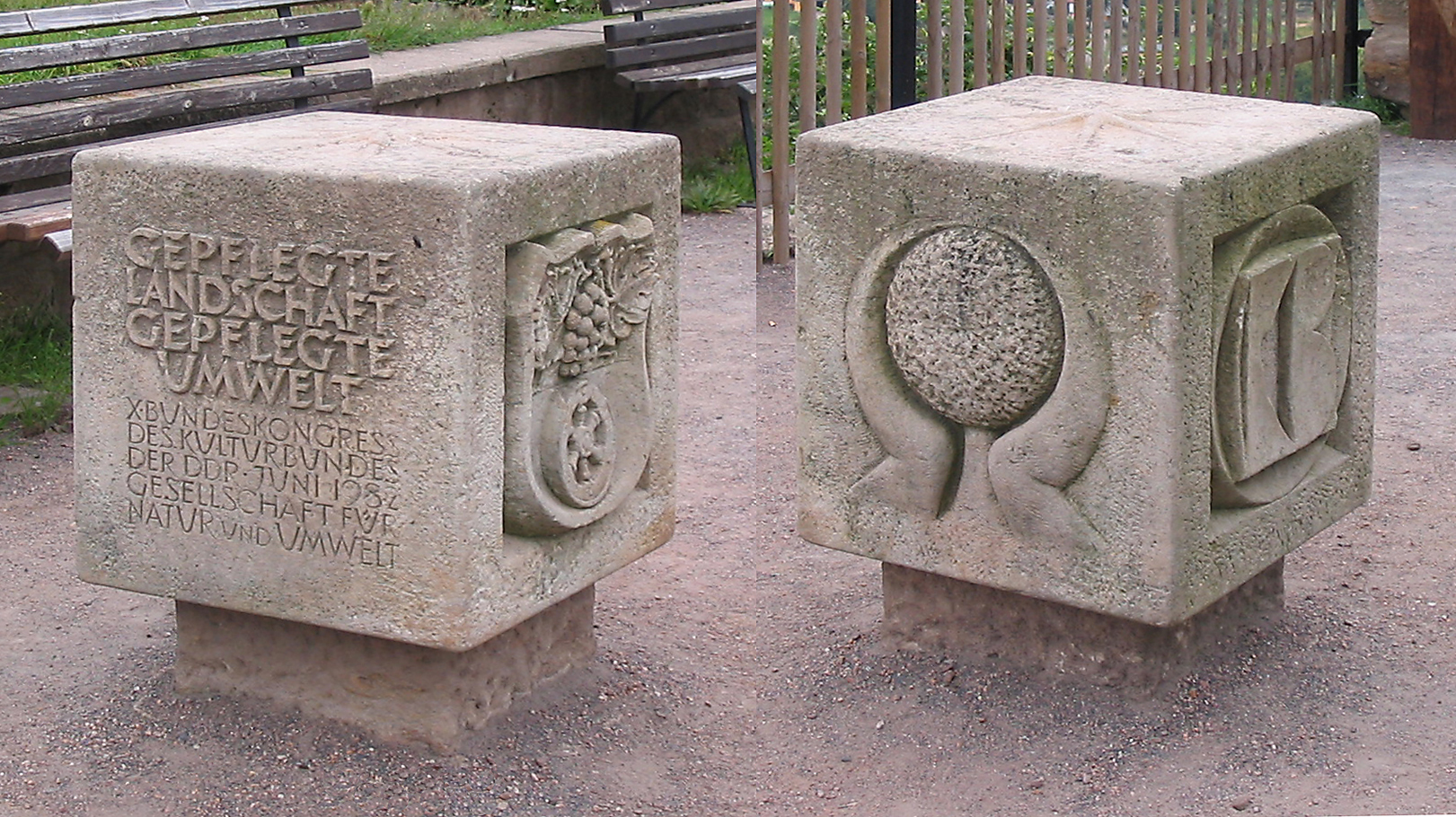
Gedenkstein an den Bundeskongress des Kulturbundes, Juni 1982

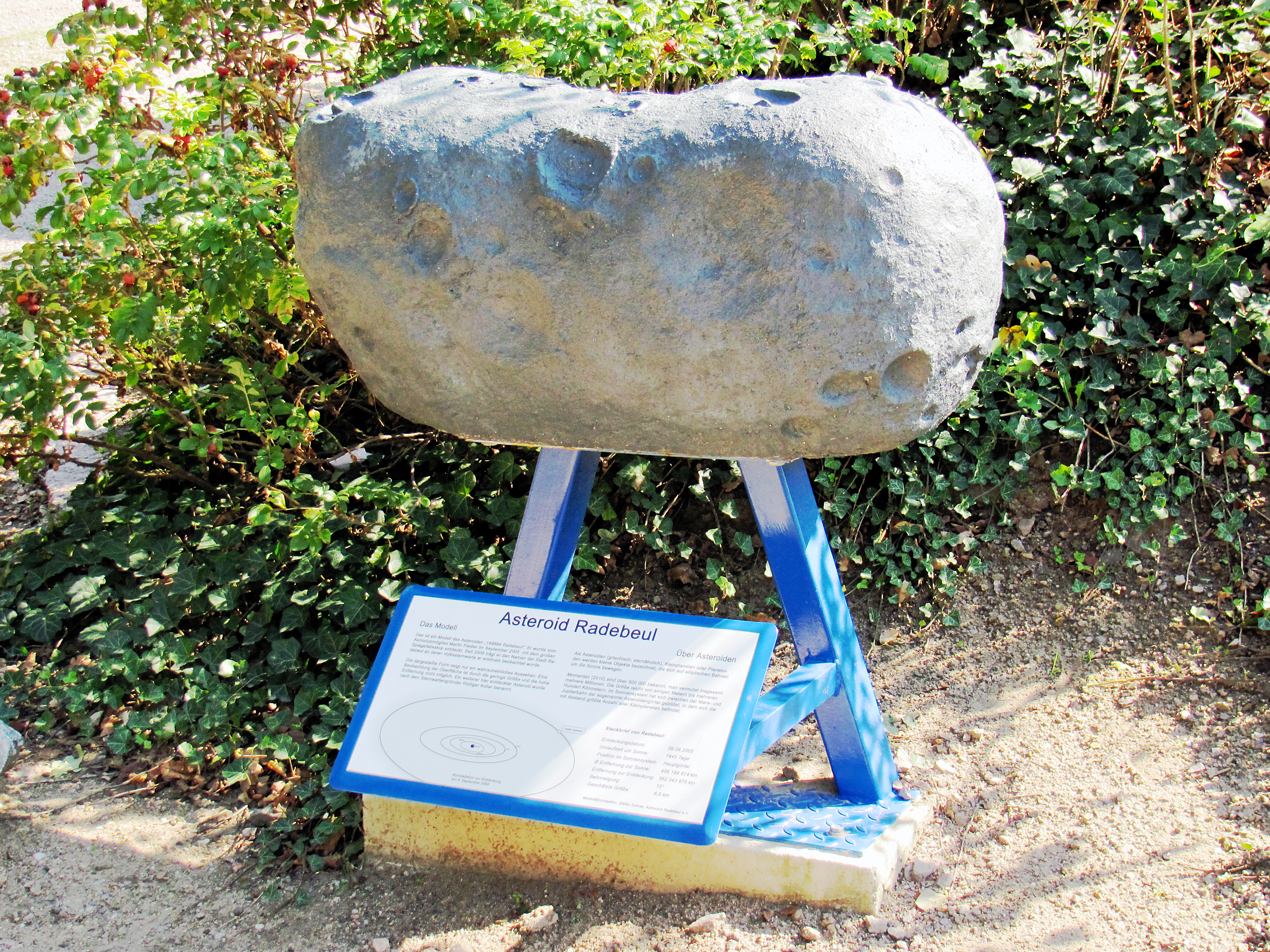
Modell des Asteroiden Radebeul, auf dem Freigelände der Sternwarte

Seine Geschichte reicht ins Jahr 1955 zurück. Eine Gruppe an der Astronomie Interessierter traf sich im Anschluss an einen astronomischen Lehrgang der dortigen Volkshochschule zu einem Gedankenaustausch. 1956 entstand daraus die Fachgruppe Astronomie im Deutschen Kulturbund, die auf einem Schulhof in Niederlößnitz, unter Leitung des späteren Sternwartengründers Rüdiger Kollar, öffentliche Himmelsbeobachtungen durchführte. Das Beobachtungsgerät war ein geliehener, transportabler Refraktor mit 11 cm Öffnung und 1,65 m Brennweite. Aufgrund des großen Interesses seitens der Bevölkerung entschloss sich die Fachgruppe zum Bau einer festen Sternwarte. Nachdem mehrere Standorte geprüft worden waren, entschied man sich für das Gelände über den Weinbergen und errichtete eine Holzhütte mit Schiebedach. Das erste Teleskop war ein Newton-Teleskop mit 18 cm Spiegeldurchmesser und 1,4 m Brennweite. Für die Astrofotografie stand ein Astrograf mit 25 cm Öffnung und 96 cm Brennweite zur Verfügung. Am 2. Mai 1959 wurde die Sternwarte feierlich eingeweiht.
Im gleichen Jahr wurde in der DDR die Astronomie als Unterrichtsfach eingeführt. Daraus erwuchs der Bedarf eines eigenen Unterrichtsraumes an der Sternwarte. Von 1960 bis 1961 wurde ein Unterrichtsraum in Eigenarbeit errichtet, in dem 30 Personen Platz fanden.
In den folgenden Jahren nahmen die Besucherzahlen stetig zu. Es wurden öffentliche Himmelsbeobachtungen durchgeführt, Vorträge gehalten, der Astronomieunterricht für die Region erteilt und Jugendliche in der Arbeitsgemeinschaft Junge Astronomen gefördert. Aufgrund der überregionalen Bedeutung wurde bald der Ruf nach einem neuen Sternwartengebäude laut. 1964 fand ein entsprechender Ideenwettbewerb statt.
Anlässlich des 100. Todestages von Adolph Diesterweg wurde 1966 feierlich die Namensverleihung zur Adolph-Diesterweg-Sternwarte vorgenommen.
Am 21. Juni 1968 wurde mit dem Neubau der Sternwarte begonnen. Unter Mithilfe von Bürgern, Schülern, Studenten, Handwerkern und Firmen entstand ein neues Sternwartengebäude mit Beobachtungskuppel und Planetarium. Die feierliche Einweihung fand am 3. Oktober 1969 statt.
Der Bildhauer Walter Howard schuf 1971 die Bronze Die Sterngucker, die er 1973 der Stadt Radebeul schenkte. Diese wurde auf dem Rasen vor der Sternwarte aufgestellt.
1979 erhielt man den Südhimmelprojektor des alten Dresdner Planetariums, im Außengelände wurde ein Instrumentengarten eingerichtet.
Anlässlich des 25-jährigen Jubiläums wurde 1984 eine Büste von Adolph Diesterweg aufgestellt.
Die Sternwarte Radebeul bietet regelmäßig öffentliche Himmelsbeobachtungen und astronomische Vorträge an.
Im Foyer werden astronomische Geräte ausgestellt, darunter der von Carl Zeiss gefertigte Südhimmelprojektor des Dresdner Planetariums aus dem Jahre 1926. Anhand eines Foucaultschen Pendels kann die Erdrotation beobachtet werden.
Am 9. September 2005 entdeckte Martin Fiedler den Asteroiden 149884 Radebeul (2005 RD9). Am 8. September 2005 hatte er bereits den Asteroiden 157491 Rüdigerkollar (2005 RD22) entdeckt, der nach dem 2005 gestorbenen Gründer der Sternwarte benannt ist. Im Jahr 2012 wurde der bereits am 7. September 2005 entdeckte Asteroid anerkannt und nach dem Sternwarten-Mitarbeiter Wolfgang Büttner benannt: 236111 Wolfgangbüttner (2005 RW4). 2014 erfolgte die Benennung von 2006 AJ8 als (319227) Erichbär; Namensgeber ist der Astronom Erich Bär, der die Radeberger Volkssternwarte „Erich Bär“ gründete und langjährig leitete. 2014 ist das Jahr des 50-jährigen Jubiläums der jetzigen Sternwarte Radeberg. 2016 erfolgte die Benennung des 2007 von Fiedler entdeckten 2007 TC185 auf den Namen (400309) Ralfhofner nach dem Amateurastronomen Ralf Hofner (1960–2014), Gründer des Herzberger Teleskoptreffens.

## Verein
Vor 1990 existierte an der Volkssternwarte Radebeul bereits ein durch Rüdiger Kollar betreuter Jugendclub. Nach der Wende gründeten die ehemaligen Jugendclubmitglieder den bis heute existierenden und in den Gebäuden der Sternwarte Radebeul beheimateten, gemeinnützigen Astroclub Radebeul e. V.; der Verein zählt zurzeit ca. 90 Mitglieder (Stand 2021) aller Altersgruppen. Bis zu seinem Tod im Jahre 2005 war der Gründer der Volkssternwarte, Rüdiger Kollar, Ehrenmitglied im Verein.
Der Astroclub veranstaltet ehrenamtlich unter anderem die wöchentlichen Himmelsbeobachtungen sowie viele weitere Veranstaltungen für Besucher der Sternwarte. Ebenfalls wird die Sternwarte vom Verein bei diversen Großveranstaltungen in der Region, wie z. B. das Radebeuler Herbst- und Weinfest oder die Dresdner Lange Nacht der Wissenschaften vertreten.
Für Vereinsmitglieder und Hobbyastronomen stellt der Astroclub eine große Auswahl an Beobachtungstechnik bereit. Die meisten Teleskope an der Sternwarte sowie viele Exponate im Innen- und Außenbereich wurden durch den Verein angeschafft. Außerdem stehen verschiedene hochauflösende Kameras, Filter und weiteres astronomisches Zubehör zur Verfügung.

## Liste der entdeckten Kleinplaneten
Mit Stand vom 8. Februar 2011 sind es 11 Kleinplaneten, die vom Astroclub Radebeul e. V. an der Volkssternwarte Adolph Diesterweg entdeckt wurden.
| Name       | Bezeichnung            | Datum             | Entdecker  | Weiterer Name | Bahnstück | Jet Propulsion Laboratory Small-Body Database                                                                                    |
| ---------- | ---------------------- | ----------------- | ---------- | ------------- | --------- | --- |
| 2005 RD09  | 149884 Radebeul        | 9. September 2005 | M. Fiedler | 1994 SU10     | 9 Opp.    | 149884 Radebeul (2005 RD9): Entdeckung durch M. Fiedler bestätigt.                                                               |
| 2005 RD22  | 157491 Rüdigerkollar   | 8. September 2005 | M. Fiedler | 2002 EL156    | 9 Opp.    | Rüdigerkollar (2005 RD22): Entdeckung durch M. Fiedler bestätigt.                                                                |
| 2005 RV4   | 306828                 | September 2005    | M. Fiedler | 2001 RV31     | 4 Opp.    | (2001 RV31 = 2005 RV4): Entdeckung zugeordnet dem LINEAR-Projekt am Lincoln Laboratory ETS (704) bei Socorro, 8. September 2001. |
| 2005 RW4   | 236111 Wolfgangbüttner | 7. September 2005 | M. Fiedler |               | 5 Opp.    | 236111 Wolfgangbüttner (2005 RW4): Entdeckung durch M. Fiedler bestätigt.                                                        |
| 2005 SS215 | 250757                 | Oktober 2005      | M. Fiedler |               | 6 Opp.    | (2005 SS215): Entdeckung zugeordnet CSS, Catalina (703), 30. September 2005.                                                     |
| 2005 TM30  | 619137                 | Oktober 2005      | M. Fiedler |               | 3 Opp.    | (2005 TM30) Entdeckung durch M. Fiedler bestätigt.                                                                               |
| 2006 AJ8   | 319227 Erichbär        | 9. Januar 2006    | M. Fiedler |               | 8 Opp.    | 319227 Erichbar (2006 AJ8): Entdeckung durch M. Fiedler bestätigt.                                                               |
| 2007 TA185 | 504338                 | 14. Oktober 2007  | M. Fiedler |               | 2 Opp.    | (2007 TA185): Entdeckung zugeordnet Spacewatch am Kitt-Peak-Nationalobservatorium (695), 9. Oktober 2007.                        |
| 2007 TB185 | 645530                 | 14. Oktober 2007  | M. Fiedler | 2015 VM117    | 1 Opp.    | (2007 TB185): Entdeckung durch M.Fiedler bestätigt                                                                               |
| 2007 TC185 | 400309 Ralfhofner      | 14. Oktober 2007  | M. Fiedler |               | 4 Opp.    | 400309 Ralfhofner (2007 TC185): Entdeckung durch M. Fiedler bestätigt.                                                           |
| 2011 CN70  | 331268                 | 8. Februar 2011   | M. Fiedler | 2000 BB50     | 5 Opp.    | (2011 CN70 = 2000 BB50): Entdeckung zugeordnet Spacewatch am Kitt-Peak-Nationalobservatorium (695), 16. Januar 2000.             |

## Instrumente
Ältestes, regelmäßig genutztes Teleskop ist ein Coudé-Refraktor der Firma Carl Zeiss mit einer Öffnung von 16 cm und 2,40 m Brennweite, der in einer 3 m großen Kuppel aufgestellt ist.
Seit Juni 2004 befindet sich ein Maksutov-Newton-Teleskop mit 35 cm Öffnung und 1,6 m Brennweite in der Beobachtungshütte mit abfahrbaren Dach.
Ab März 2015 ist ein mobiles 60-cm-Spiegelteleskop das größte Teleskop der Sternwarte. Dabei handelt es sich um das größte mobile Teleskop in Sachsen, das auch regelmäßig außerhalb der Sternwarte eingesetzt wird.
Des Weiteren stehen ein für Planeten optimiertes Newton-Teleskop mit 25 cm Öffnung sowie verschiedene kleinere Teleskope zur Aufstellung auf der Beobachtungsterrasse bereit.
Mit Hilfe eines Heliostaten kann das Licht der Sonne zu jeder Jahres- und Tageszeit in den Vortragsraum eingespiegelt und als ein Meter große Projektion betrachtet werden. Zur Beobachtung von Protuberanzen steht ein so genannter H-Alpha-Filter zur Verfügung.
Seit 2003 steht ein Radioteleskop von drei Meter Durchmesser zur Verfügung.
In den Jahren 2011–2016 wird der Spektroheliograph, der 1978 errichtet wurde, komplett saniert werden. Ein neues Beobachtungsgebäude wurde bereits 2007/2008 errichtet.
Seit 2011 besitzt die Radebeuler Volkssternwarte ein Zeiss-Kleinplanetarium 4 (SKYMASTER ZKP 4), als Ersatz für das 27 Jahre alte ZKP2. Im Gegensatz zu den anderen 14 bisher aufgestellten Geräten dieses Typs (Stand: August 2011), beispielsweise das Minikosmos im sächsischen Lichtenstein, besitzt dieses weltweit erstmals eine LED-Beleuchtung.

## Sonnenuhren
Auf dem Gelände der Sternwarte finden sich vier Sonnenuhren:
- Vertikale Wandsonnenuhr „CARPE DIEM“: 2,5 × 2,5 m Ausdehnung mit goldfarbener Metall-Halbsonne und gestütztem Polstab
- Ringförmige Äquatorialsonnenuhr aus Metall auf einem Steinsockel
- Mehrfach- oder Blocksonnenuhr: geometrische Sandsteinskulptur mit zwei Schattenstäben und mehreren Kanten als Schattenwerfer
- Mittagsweiser